# Harriet Anena
Harriet Anena là một tác giả, nhà thơ, và nhà báo người Uganda. Bà là tác giả của tập thơ A Nation In Labour, xuất bản năm 2015. Anena làm việc trên tờ Daily Monitor với tư cách là phóng viên, biên tập viên phụ và phó tổng biên tập viên phụ từ năm 2009 đến tháng 9 năm 2014. Các bài báo của bà đã được xuất bản trên Daily Monitor, New Vision và The Observer. Bà cũng dạy viết chuyên ngành tại Đại học Hồi giáo Uganda.

## Đầu đời và giáo dục
Anena được sinh ra từ cha mẹ người Acholi và lớn lên ở quận Gulu của Uganda. Bà học trường tiểu học công lập Gulu và trường trung học Gulu. Bà tốt nghiệp bằng Cử nhân Truyền thông đại chúng tại Đại học Makerere năm 2010 và hoàn thành bằng Thạc sĩ Nghệ thuật về quyền con người từ cùng đại học vào năm 2015.

## Viết
Anena đã viết bài thơ đầu tiên của mình, "The plight of the Acholi child", vào năm 2003. Bài thơ đã giành chiến thắng trong một cuộc thi viết do Sáng kiến Hòa bình Lãnh đạo Tôn giáo Acholi tổ chức và quyên góp cho bà một khoản tiền dành cho giáo dục A-Level. Bà đã tham dự hội thảo Giải thưởng Caine 2013 được tổ chức tại Uganda, và câu chuyện của bà "Watchdog Games" đã được xuất bản trong tập A Memory This Size và Other Stories: The Caine Prize for African Writing 2013. Năm 2013, bà lọt vào danh sách "Giải thưởng thơ Ghana" cho bài "We arise".
Vào tháng 11 năm 2018, A Nation In Labour đã lọt vào danh sách của Giải thưởng Văn học Wole Soyinka hai năm một lần, bên cạnh các bộ sưu tập của Tanure Ojaide và Servio Gbadamosi. Vào ngày 9 tháng 12 năm 2018, ở một lễ trao giải được tổ chức tại Lagos, Anena và Ojaide đã được công bố là người đồng chiến thắng, được lựa chọn bởi các thẩm phán Toyin Falola, Olu Obafemi và Margaret Busby, bài thuyết trình được thực hiện bởi giáo sư Wole Soyinka.
Truyện ngắn "Dancing with Ma" của Anena đã được đưa vào danh sách cho Giải thưởng Truyện ngắn Liên bang 2018.